# Reed Business Information
Reed Business Information ist ein Tochterunternehmen des weltweit führenden Fachverlegers RELX Group, der in vier Segmenten operiert:
- Wissenschaft & Medizin,
- Juristische & Wirtschafts-Fachinformationen,
- Aus- & Fortbildung,
- Business to Business, unter anderem ICIS, Accuity, XpertHR und Reed Construction Data

Die Kernaktivitäten von Reed Elsevier sind in Nordamerika und Europa. Das Unternehmen beschäftigt weltweit ca. 32.000 Mitarbeiter (Stand 2012) und tätigte im Jahr 2010 einen Umsatz von ca. 6,1 Milliarden Euro.
Reed Business Information (RBI) ist die internationale Business-to-Business-Division von Reed Elsevier. Das Portfolio umfasst mehr als 400 marktführende Titel, Newsletter, Verzeichnisse, Nachschlagewerke und Online-Dienste in über 48 Marktsegmenten und auf 5 Kontinenten.
Die Aktivitäten in Deutschland konzentrierten sich bis Mitte 2009 auf die vier Marktsegmente Architektur, Medizin, Technik und E-Business; Mitte 2009 wurde die Medizin aufgegeben. Reed Business Information publiziert derzeit drei Fachzeitschriften, DETAIL, Recycling Magazin und Digital Production. Seit Beginn des Jahres 2006 betreibt bzw. betrieb Reed Business Information in Deutschland die Branchensuchmaschinen Kellysearch, HotFrog und seit dem Jahre 2008 die inzwischen wieder eingestellten Suchmaschinen Linx und youbizz.
In der Münchener Niederlassungen beschäftigt das Unternehmen ca. 70 Mitarbeiter.
Zu den international bekannten Periodika des Verlags gehörte unter anderem die wöchentliche, naturwissenschaftliche Zeitschrift New Scientist.
Nachdem die Verhandlungen von Reed Business über den Verkauf von Reed Business Information 2008 gescheitert sind, verkaufte Reed Business Information 2010 die Buchbranchentitel Publishers Weekly an PWxyz LLC und Library Journal sowie School Library Journal an Media Source.